# Yuan He
Yuan He är ett vattendrag i Kina. Det ligger i provinsen Jiangxi, i den sydöstra delen av landet, omkring 110 kilometer sydväst om provinshuvudstaden Nanchang.
Genomsnittlig årsnederbörd är 2 066 millimeter. Den regnigaste månaden är juni, med i genomsnitt 330 mm nederbörd, och den torraste är oktober, med 24 mm nederbörd.